# Aphanisma blitoides
Aphanisma blitoides és l'única espècie del gènere Aphanisma, un tàxon monotípic de plantes amb flors  pertanyent a la família de les amarantàcies, encara que tradicionalment es considerava  part de la família de les quenopodiàcies fins que, a resultes dels treballs fets pel Grup per a la filogènia de les angiospermes, es va proposar incloure a tota aquesta família dins de les amarantàcies. És una planta anual rara, nativa de la costa de Baixa Califòrnia i el sud de Califòrnia, incloent les illes del Canal.
Es tracta d'una planta suculenta adaptada als indrets amb una elevada concentració de sals (halòfit) que es troba a la sorra de les platges o a les comunitats de dunes posteriors. Es una espècie molt ramificada, amb tiges primes, que a mesura que envelleixen es tornen de color vermell brillant.  Les fulles són sèssils, parcialment amplexicaules i  acaben recobrint la tija. Les flors són diminutes, com en totes les amarantàcies. Aquesta planta és cada cop més escassa a causa de la desaparició del seu hàbitat costaner, per la qual cosa està catalogada amb la categoria 1B.2a (Plantes rares, amenaçades o en perill d'extinció a Califòrnia i altres llocs; bastant amenaçada a Califòrnia).
Aphanisma blitoides Nutt. ex Moq. va ser publicada a Prodromus Systematis Naturalis Regni Vegetabilis 13(2): 54, l'any 1849. Dins de la família de les amarantàcies es situa a la subfamília de les betoideae on hi ha les espècies més relacionades filogenèticament amb les bledes o la remolatxa sucrera (Beta vulgaris). Hi representa una excepció per la seva àrea de distribució a Amèrica del Nord, molt lluny de la resta de gèneres d'aquesta subfamília.